# Café du Monde

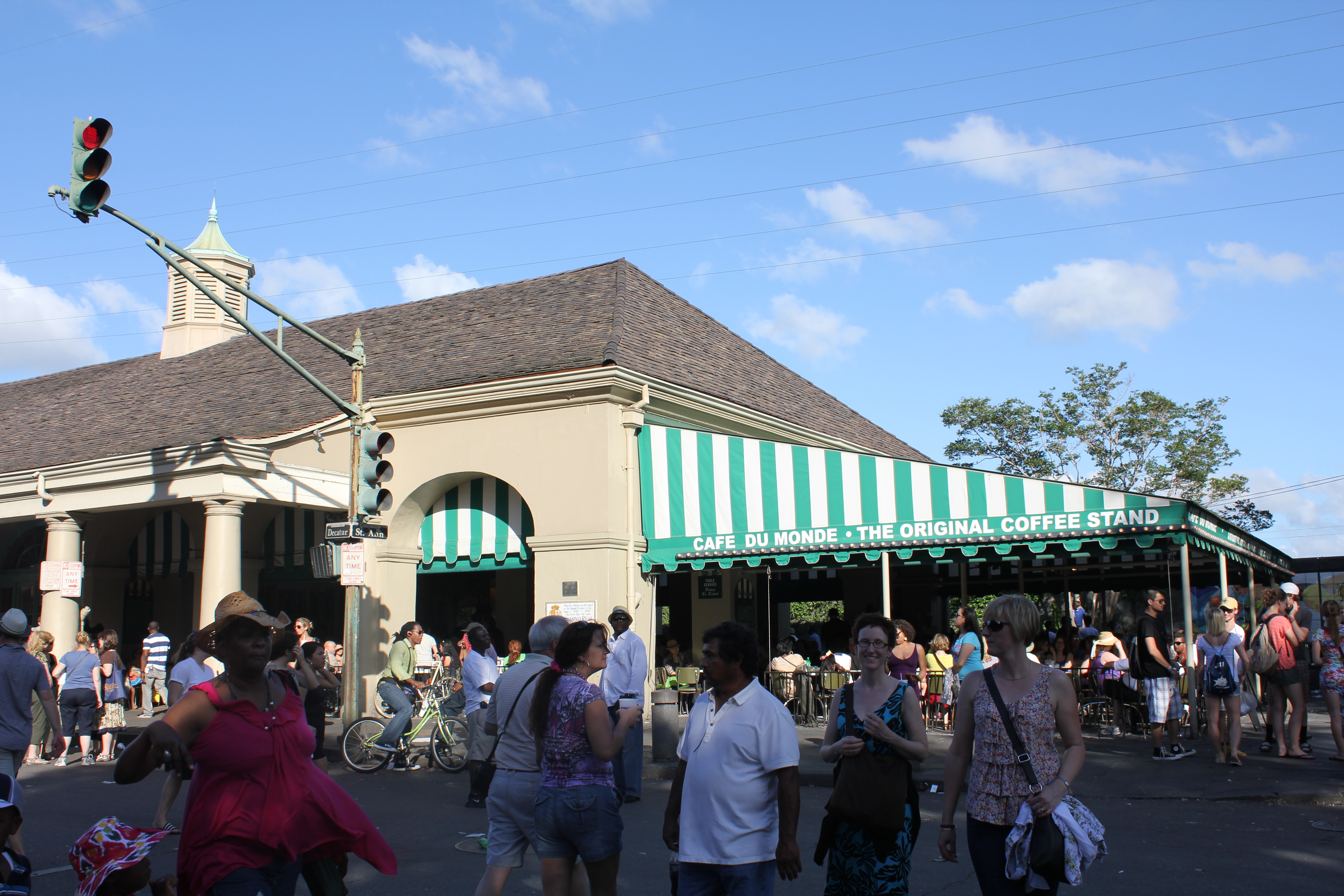
Le "Café du Monde" et le French Market.

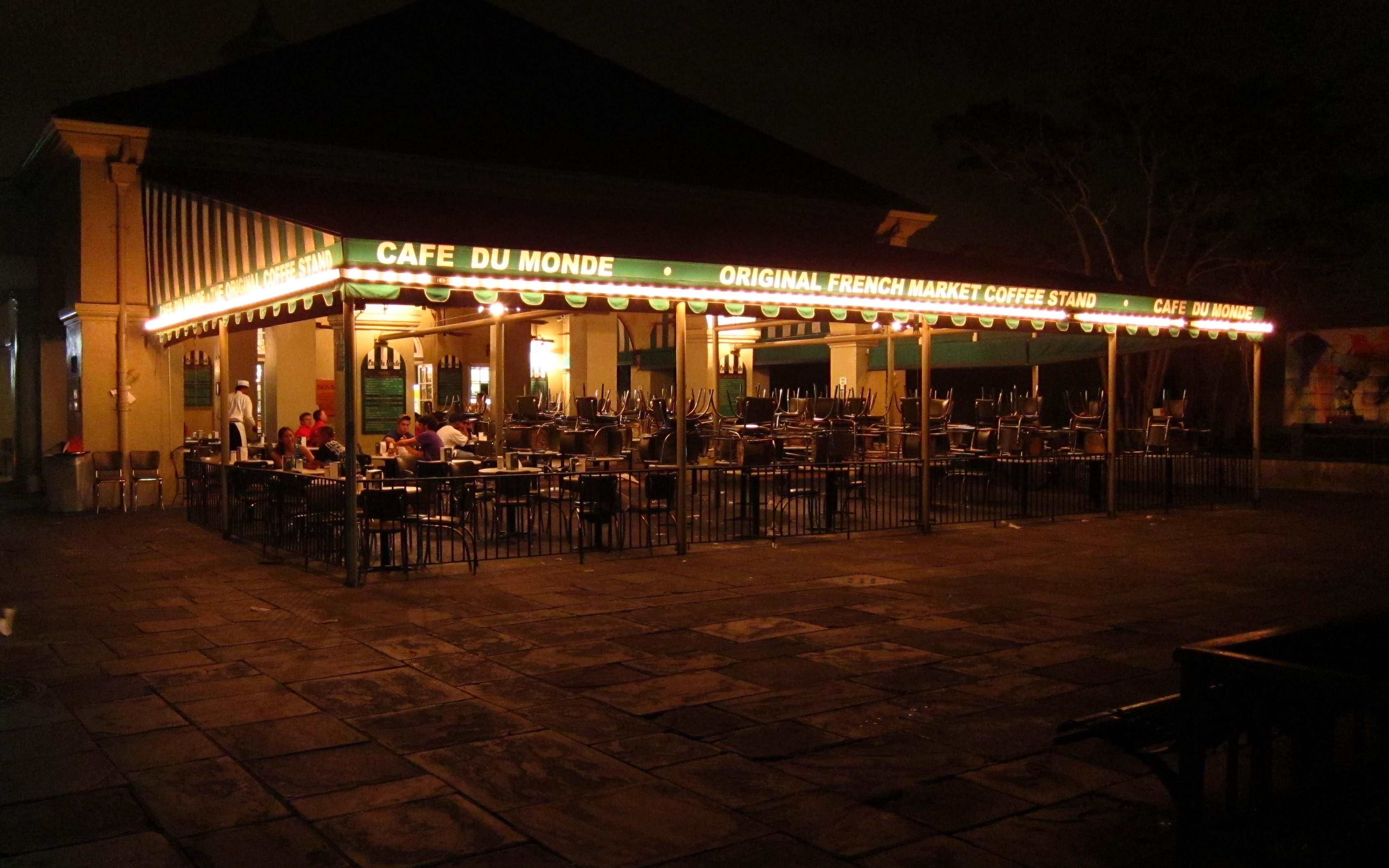
Le "Café du Monde" la nuit.

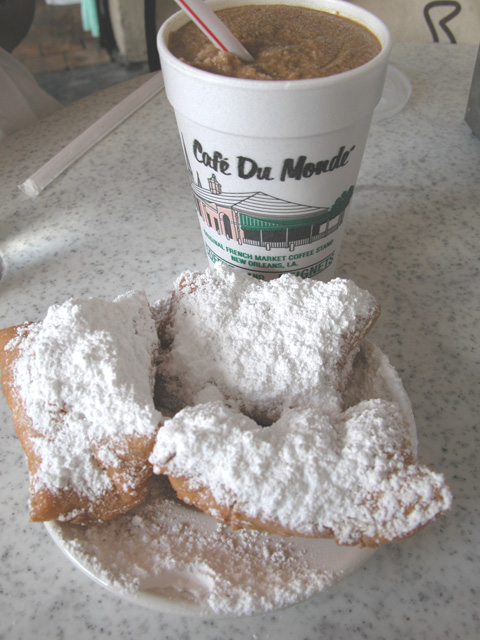
Café au lait et beignets au "Café du Monde".

Le Café du Monde est un café situé sur la rue Decatur dans le quartier français du Vieux carré à La Nouvelle-Orléans en Louisiane. Il est surtout connu pour son café au lait et ses beignets typiquement français. 

## Histoire
Le Café du Monde fut ouvert en 1862 à côté du French Market. Il témoigne de la tradition française qui a survécu depuis la période de la Louisiane française. Le Café du Monde propose son fameux café au lait chaud ou frappé (café froid) mélangé à de la chicorée. Les beignets à la fabrication traditionnelle française ont contribué à la réputation de l'établissement.
Le Café du Monde a ouvert des succursales dans l'agglomération de La Nouvelle-Orléans, comme dans le faubourg de la Métairie, ainsi que dans d'autres villes des États-Unis et même jusqu'au Japon.
En 2005, après le passage de l'ouragan Katrina, le café fut fermé pendant deux mois pour réparation. Les propriétaires en ont profité pour rénover les cuisines et les salles de l'établissement.

## Dans la culture

### Littérature
Le Café du Monde apparaît dans les romans de James Lee Burke, de Poppy Z. Brite, de Nancy A. Collins, de John Connolly, de Sherrilyn Kenyon et d'Anne Rice. 

### Filmographie
Le Café du Monde sert de décor pour un film de William Castle, New Orleans Uncensored, tourné en 1955, dans Le Maître du jeu de Gary Fleder et fait également partie du périple de Jon Favreau et de son fils dans le film Chef, sorti en 2014.

### Chanson
Le chanteur Jimmy Buffett cite cet établissement dans sa chanson « The Wino and I Know ».

### Liens  externes
- (en) Site officiel